# Niszczyciele typu Admiralen
Niszczyciele typu Admiralen – seria holenderskich niszczycieli z okresu międzywojennego i II wojny światowej, składająca się z 8 jednostek. Jeden okręt został zatopiony podczas niemieckiego ataku na Holandię w maju 1940 roku, a pozostałe działały w Holenderskich Indiach Wschodnich, gdzie zostały wszystkie zatopione w lutym i marcu 1942, podczas walk z Japończykami.

## Historia rozwoju
Na początku lat 20. Holandia dostrzegła potrzebę zastąpienia pochodzących sprzed I wojny światowej niszczycieli typu Roofdier (Fret). Wybrano najnowszy wówczas projekt brytyjskiej firmy Yarrow, oparty na niszczycielu HMS „Ambuscade”, stanowiącym propozycję standardowego niszczyciela dla brytyjskiej marynarki, która wybrała jednak zbliżony konkurencyjny projekt firmy Thornycroft. Projekt nieco jedynie zmieniono, dostosowując go do warunków budowy w Holandii. Zmianie uległ między innymi typ dział, zastosowano też silniejsze uzbrojenie przeciwlotnicze średniego kalibru i wprowadzono możliwość przenoszenia wodnosamolotu, niespotykaną na okrętach tej wielkości. Dla zwiększenia uniwersalności, okręty otrzymały też tory minowe. Niewielkiemu zwiększeniu uległa wyporność, zmniejszył się zaś zapas paliwa.

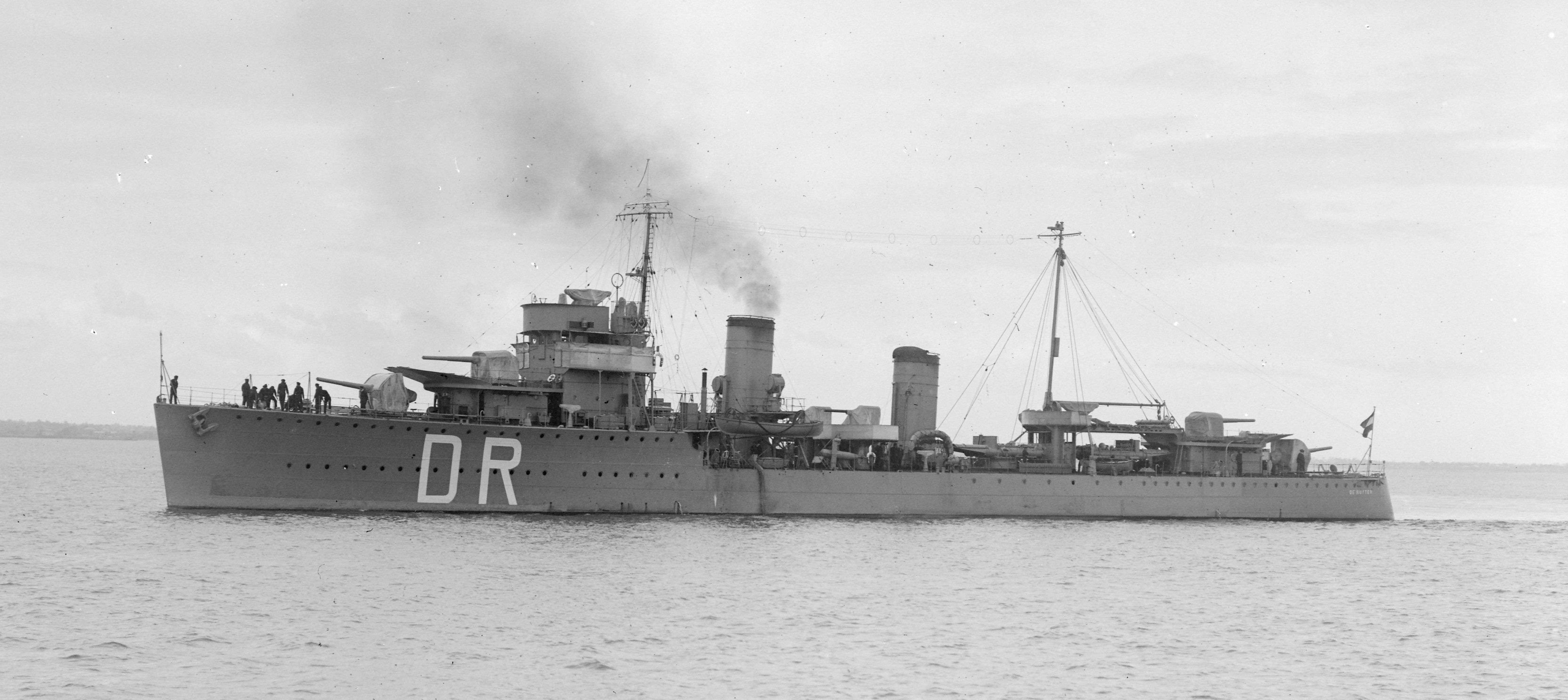
„De Ruyter”

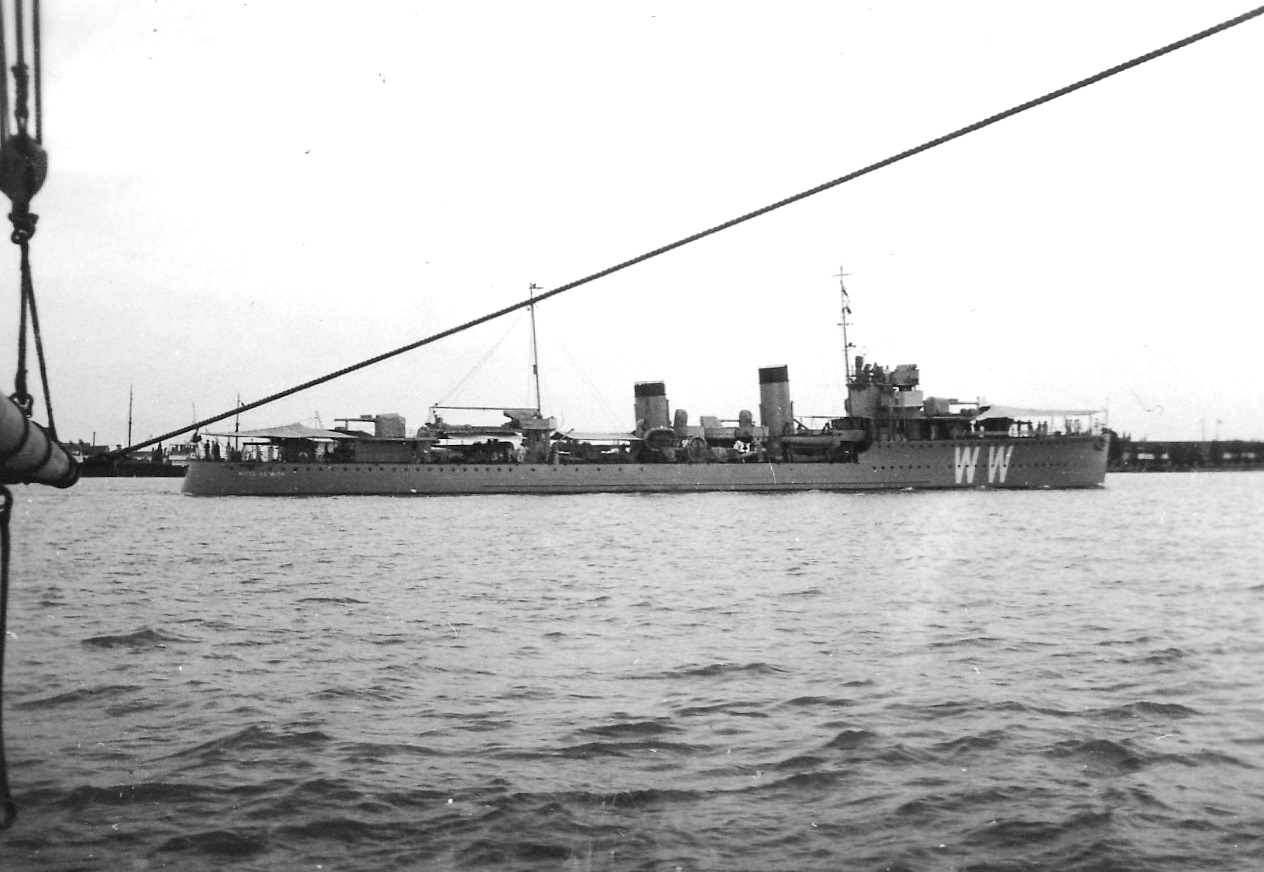
„Witte de With”

Budowę czterech okrętów rozpoczęto w sierpniu 1925, wodowano je w 1926 i 1927. Weszły do służby między kwietniem 1928 a początkiem 1929. Okręty otrzymały nazwy na cześć holenderskich admirałów, stąd typ określa się jako Admiralen (admirałowie).
Od 1927 rozpoczęto budowę drugiej serii niszczycieli, również według projektu Yarrow. Weszły one do służby w latach 1929–1931. Główną różnicą było zastosowanie kotłów o podwyższonym ciśnieniu pary (25 at zamiast 17) i niewielkie zmiany w zestawie uzbrojenia. Nieco zwiększono – o 30 ton zapas paliwa. Część publikacji nazywa obie serie typami odpowiednio Van Ghent i Van Galen.
| Nazwa (znak burtowy)               | stocznia      | położenie stępki            | wodowanie                   | wejście do służby           | los                        |
| I seria                            | I seria       | I seria                     | I seria                     | I seria                     | I seria                    |
| ---------------------------------- | ------------- | --------------------------- | --------------------------- | --------------------------- | -------------------------- |
| Van Ghent (GT) (ex De Ruyter – DR) | KM de Schelde | 21. 08. 1925                | 23. 10. 1926                | 31. 05. 1928                | zatopiony 15 lutego 1942   |
| Evertsen (EV)                      | Bergerhout    | 05. 08. 1925                | 29. 9 (12?). 1926           | 12. 04. 1928 (31. 5. 1928?) | zatopiony 1 marca 1942     |
| Kortenaer (KN)                     | Bergerhout    | 24. 08. 1925                | 24. 04. 1927 (30. 6. 1927?) | 03. 09. 1928                | zatopiony 27 lutego 1942   |
| Piet Hein (PH)                     | Bergerhout    | 16. 08. 1925                | 30. 06. 1927 (2. 4. 1927?)  | 25. 01. 1928                | zatopiony 19 lutego 1942   |
| II seria                           |               |                             |                             |                             |                            |
| Van Galen (VG)                     | Fijenoord     | 28. 05. 1927                | 28. 06. 1928                | 22. 10. 1929                | zatopiony 10 maja 1940     |
| Witte de With (WW)                 | Fijenoord     | 28. 05. 1927                | 11. 09. 1928                | 20. 02. 1930 (...1929?)     | samozatopiony 2 marca 1942 |
| Banckert (BK)                      | Bergerhout    | 25. 08. 1928 (15. 8. 1927?) | 14. 11. 1929                | 14. 11. 1930                | samozatopiony 2 marca 1942 |
| Van Nes (VN)                       | Bergerhout    | 15. 08. 1928                | 30. 03. 1930                | 12. 03. 1931                | zatopiony 17 lutego 1942   |

Okręty budowano w stoczniach: Burgerhout's Scheepswerf en Machinefabriek w Rotterdamie, Koninklijke Mij „De Schelde” we Vlissingen i Wilton-Fijenoord w Rotterdamie. Niektóre daty są podawane rozbieżnie w publikacjach.

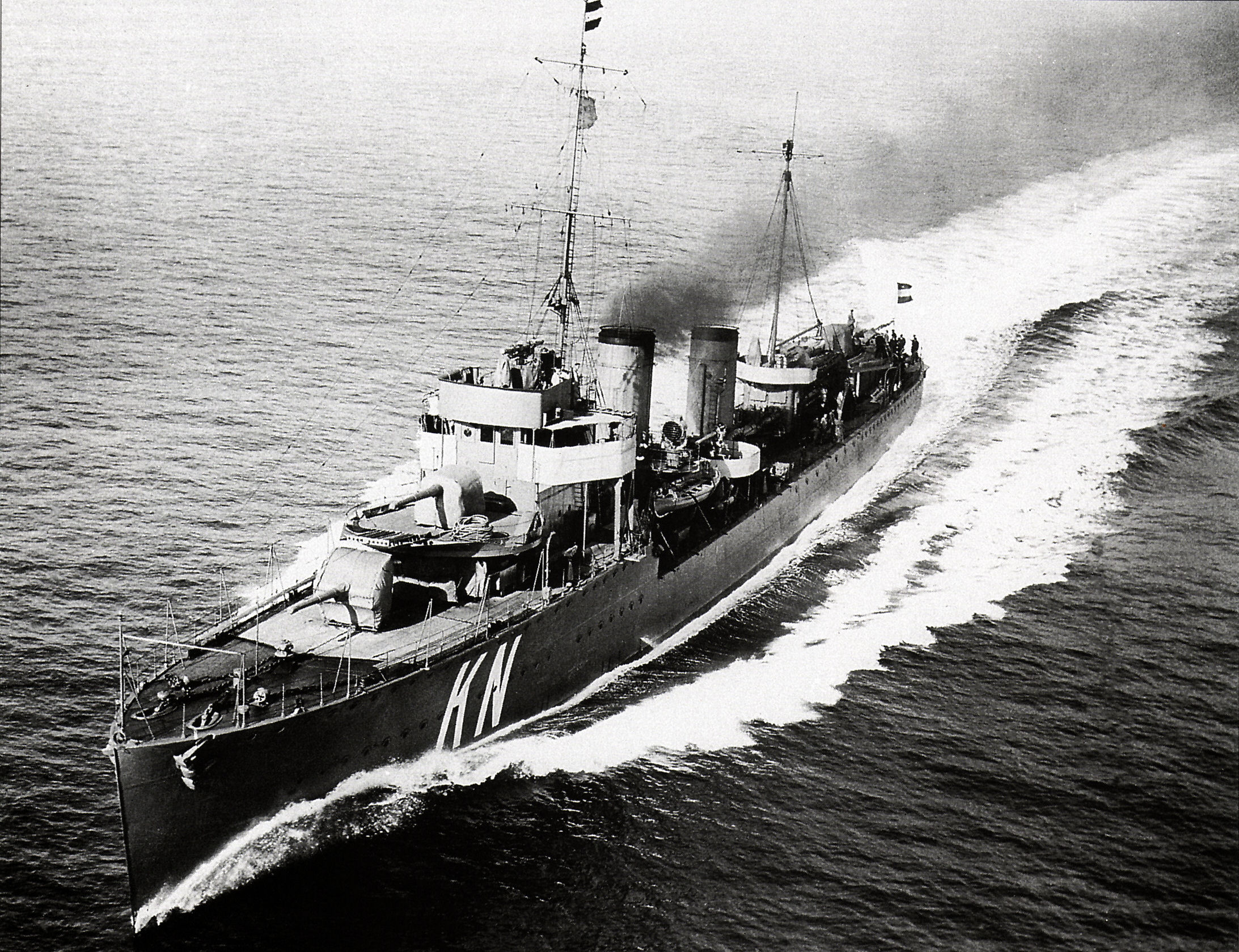
„Kortenaer” z lotu ptaka

## Opis konstrukcji
Niszczyciele typu Admiralen były typowymi niszczycielami średniej wielkości okresu międzywojennego. Podobnie jak ich brytyjski pierwowzór, były dość udanymi okrętami. Miały architekturę typową dla niszczycieli, z podniesionym pokładem dziobowym na ok. 30% długości kadłuba i dwoma kominami. Ich uzbrojenie, składające się z 4 pojedynczych dział 120 mm, było przeciętnie silne. Działa umieszczone były klasycznie, po dwa na dziobie i rufie w superpozycji. W odróżnieniu od brytyjskich okrętów, jedynie dwa z dział (nr 1 i 4), stojące na pokładzie dziobowym i rufowym, miały niewielkie maski ochronne, a pozostałe działa, stojące na nadbudówkach, nie były osłonięte. Działa w pierwszej serii były szwedzkiego Boforsa (model No.4), a w drugiej serii były ulepszonego modelu No.5, wyprodukowane na licencji w Holandii przez Wilton-Fijenoord.
Uzbrojenie przeciwlotnicze średniego kalibru na okrętach I serii było dość silne, w postaci dwóch dział 75 mm na burtach na śródokręciu, między kominami, jednakże słabe było uzbrojenie małokalibrowe – 4 wkm-y (było ono typowe dla lat 20., lecz podczas wojny stało się zdecydowanie niewystarczające). W drugiej serii ilość armat 75 mm zmniejszono do jednej, dodając za to 4 pojedyncze działka 40 mm Vickers, tworząc bardziej zbalansowaną artylerię. Uzbrojenie torpedowe było przeciętne, w postaci dwóch potrójnych wyrzutni torped kalibru 533 mm w osi symetrii kadłuba. Unikalną cechą wśród niszczycieli światowych była możliwość przenoszenia na pomoście nad rufowym aparatem torpedowym wodnosamolotu zwiadowczego Fokker C.VII W, stawianego na wodę za pomocą dźwigu – wymóg ten wprowadzono z uwagi na specyfikę służby na rozległych obszarach Indii Holenderskich. Przenoszenie go nie było jednak praktyczne i na początku wojny wodnosamoloty zdjęto. Uzbrojenie uzupełniały 4 miotacze bomb głębinowych i 12 bomb. Jedynie okręty pierwszej serii miały tory do stawiania 32 min.

## Służba

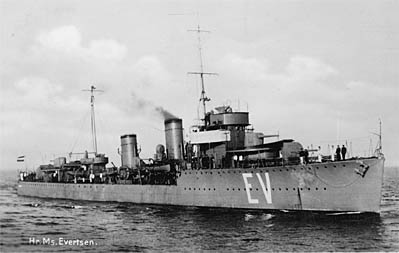
„Evertsen”

W 1934 niszczyciel „De Ruyter” przemianowano na „Van Ghent”, aby zwolnić nazwę dla nowo budowanego krążownika. Przed wojną niszczyciele służyły pomiędzy Holandią a Holenderskimi Indiami Wschodnimi (obecnie Indonezją).
Po wybuchu II wojny światowej wszystkie niszczyciele operowały w Holenderskich Indiach Wschodnich. Jedynie „Van Galen” został skierowany w 1939 do Europy i wziął udział w odpieraniu ataku niemieckiego na Holandię. 10 maja 1940 został skierowany w celu ostrzelania wojsk niemieckich na lotnisku Waalhaven w Rotterdamie, lecz został w drodze uszkodzony bliskimi wybuchami bomb niemieckich bombowców nurkujących Junkers Ju 87 i został skierowany do portu Merwehaven, gdzie na skutek uszkodzeń zatonął (po podniesieniu przez Niemców w 1941 został złomowany).
Pozostałe niszczyciele, operując w Indiach Wschodnich, brały początkowo udział w eskorcie konwojów alianckich. Po przystąpieniu Japonii do wojny i ataku na wyspy Indonezji, część weszła w skład alianckiego Zespołu Uderzeniowego sił ABDA. „Van Ghent” i „Banckert” były atakowane przez zmasowane naloty japońskiego lotnictwa pod Kangean 4 lutego 1942 (wraz z innymi okrętami), bez strat. Następnie wraz z „Kortenaerem” wzięły udział w akcji przeciw japońskim siłom desantowym pod Palembang 15 lutego 1942, podczas której „Van Ghent” wszedł na rafę w cieśninie Strobe między wyspami Banka i Billiton, na której rozdarł dno i zatonął (bez ofiar). Podczas eskorty transportowca „Sloet van de Beele” z Billiton do Batavii, „Van Nes” został zatopiony 17 lutego 1942 przez samoloty japońskiego lotniskowca „Ryūjō” (68 zabitych). „Piet Hein” wziął udział w bitwie w cieśninie Badung w nocy z 19 na 20 lutego 1942, w której został zatopiony artylerią i torpedami japońskich niszczycieli „Asashio” i „Oshio” (64 zabitych). „Banckert” został ciężko uszkodzony przez japońskie lotnictwo 24 i 28 lutego 1942 w Surabai, po czym został tam samozatopiony 2 marca 1942, aby nie wpaść w ręce japońskie.
Pozostałe niszczyciele wzięły udział w bitwie na Morzu Jawajskim w nocy z 27 na 28 lutego 1942. „Evertsen” utracił przed bitwą kontakt z siłami głównymi i powrócił 28 lutego do bazy. Podczas bitwy, „Kortenaer” został zatopiony 27 lutego, najprawdopodobniej torpedą krążownika „Haguro” (56 lub 59 zabitych). „Witte de With” odniósł uszkodzenia od własnej bomby głębinowej, następnie eskortował uszkodzony w bitwie krążownik HMS „Exeter” do Surabai.
Podczas próby przedarcia się do Kolombo przez Cieśninę Sundajską, „Evertsen” został przechwycony 1 marca 1942 przez japońskie niszczyciele „Murakumo” i „Shirakumo”. Uszkodzony pociskami i ogarnięty pożarem okręt został wyrzucony na rafę Seboekoe Besar (9 zabitych). Ostatni z niszczycieli „Witte de With” został uszkodzony bombą lotniczą w nadbudówkę dziobową 1 marca 1942 w Surabai, po czym samozatopiony 2 marca 1942.
W późniejszym czasie „Banckert” został podniesiony przez Japończyków, którzy planowali wcielić go do służby jako okręt patrolowy P-106, ale nie ukończono jego remontu. Odnaleziony po wojnie, został zatopiony jako okręt-cel w cieśninie Madura we wrześniu 1949.

## Dane techniczne
- wyporność:
  - standardowa: 1316 t[1]
  - pełna: 1640/1650 t (I/II seria)[1]
- wymiary:[1]
  - długość: 98,15 m
  - szerokość: 9,53 m
  - zanurzenie: 2,97 m
- napęd: 2 turbiny parowe systemu Parsonsa(inne języki) o mocy łącznej 31 000 KM[1], 3 kotły parowe Yarrow, 2 śruby
- prędkość maksymalna: 36 węzłów[1]  (inne dane: 34 w)
- zasięg: 3200 (I seria)/3300 (II seria) mil morskich przy prędkości 15 węzłów[1]
- zapas paliwa: 300 (I seria)/330 t mazutu (II seria)[1]
- załoga: 129

Uzbrojenie i wyposażenie: 
- I seria
  - 4 działa 120 mm Bofors No.4 w pojedynczych stanowiskach (4xI)
    - Długość lufy L/50 (50 kalibrów), donośność maksymalna 19 500 m, kąt podniesienia +30°, masa pocisku 24 kg[1]

  - 2 działa przeciwlotnicze 75 mm Krupp No.2 L/55 (2xI)
  - 4 wkm przeciwlotnicze 12,7 mm Browning
  - 6 wyrzutni torpedowych 533 mm (2xIII)
  - 4 miotacze bomb głębinowych (12 bomb)
  - możliwość zabrania 24 min morskich (inne dane: 32[1])
  - 1 wodnosamolot Fokker C.VIIW

- II seria
  - 4 działa 120 mm Bofors (Wilton-Fijenoord) No.5 w pojedynczych stanowiskach (4xI)
    - Długość lufy L/50 (50 kalibrów), donośność maksymalna 19 500 m, kąt podniesienia +35°, masa pocisku 24 kg

  - 1 działo przeciwlotnicze 75 mm Krupp No.2 L/55
  - 4 automatyczne działka przeciwlotnicze 40 mm Vickers No.1 L/40 (4xI)[3]
  - 4 wkm przeciwlotnicze 12,7 mm Browning
  - 6 wyrzutni torpedowych 533 mm (2xIII)
  - 4 miotacze bomb głębinowych (12 bomb)
  - 1 wodnosamolot Fokker C.VIIW

- hydrolokator Asdic (tylko „Witte de With” i „Van Ghent”, od 1940–1941)[1]
- system kierowania ogniem artylerii głównej: dwa dalmierze stereoskopowe (na nadbudówce dziobowej i platformie na rufie)